# 약취·유인죄
약취와 유인의 죄는 사람을 약취 또는 유인하여 자기 또는 제3자의 실력적 지배하에 둠으로써 신체활동의 자유를 침해하는 범죄이다. 약취와 유인의 죄의 보호법익은 신체활동의 자유 중 장소선택의 자유이다.

## 미성년자 약취, 유인죄
미성년자약취, 유인죄는 미성년자를 약취, 유인함으로써 성립하는 범죄이다. 본죄는 약취와 유인이 죄의 기본적 구성요건이다. 보호법익은 개인의 자유이다. 보호의 정도는 침해범으로서의 보호이다. 예비·음모의 처벌규정이 있다.

### 관련 판례
1. 미성년자의 동의가 있는 사건
2. 미성년자유인죄 일반에 대한 판례
3. 외조부가 양육한 미성년자 사건
4. 약취행위의 정도에 관한 판례
5. 주의 일 사건
6. 저능아 데리고 제주도 간 사건
7. 아버지의 부탁받고 어머니의 요구 거부한 사건
8. '아들을 살리려면' 사건
9. 미성년의 자녀를 부모가 함께 동거하면서 보호․양육하여 오던 중 부모의 일방이 상대방 부모나 그 자녀에게 어떠한 폭행, 협박이나 불법적인 사실상의 힘을 행사함이 없이 그 자녀를 데리고 종전의 거소를 벗어나 다른 곳으로 옮겨 자녀에 대한 보호․양육을 계속하였다면, 그 행위가 보호․양육권의 남용에 해당한다는 등 특별한 사정이 없는 한 설령 이에 관하여 법원의 결정이나 상대방 부모의 동의를 얻지 아니하였다고 하더라도 그러한 행위에 대하여 곧바로 형법상 미성년자에 대한 약취죄의 성립을 인정할 수는 없다.[1]
10. 약취행위는 피해자를 그 의사에 반하여 자유로운 생활관계 또는 보호관계로부터 범인이나 제3자의 사실상 지배하에 옮기는 행위를 말하는 것으로서 폭행 또는 협박을 수단으로 사용하는 경우에 그 폭행 또는 협박의 정도는 상대방을 실력적 지배하에 둘 수 있을 정도면 족하고 반드시 상대방의 저항을 억압할 정도의 것임을 요하지 않는다.[2]
11. 미성년자가 혼자 머무는 주거에 침입하여 그를 감금한 뒤 폭행 또는 협박에 의하여 부모의 출입을 봉쇄하거나 미성년자와 부모가 거주하는 주거에 침입하여 부모만을 강제로 퇴거시키고 독자적인 생활관계를 형성하기에 이르렀다면, 비록 장소적 이전이 없었다 할지라도 미성년자약취죄에 해당한다.[3]